# 美波町立由岐中学校阿部分校
美波町立 由岐中学校 阿部分校（みなみちょうりつ ゆきちゅうがっこう あぶぶんこう）は、かつて徳島県海部郡美波町にあった公立中学校。美波町立由岐中学校の分校。
本校の他に美波町立由岐中学校伊座利分校がある。

## 基礎データ
所在地
- 〒779-2106 徳島県海部郡美波町阿部103

最寄駅
- JR牟岐線由岐駅

## 沿革
- 1947年 阿部村阿部中学校開設。
- 1955年 海部郡由岐町阿部中学校と改称。
- 1958年 阿部中学校を廃し、由岐中学校阿部分校と改称。
- 2010年 閉校。

## 校歌

### 由岐中学校
- 作詞 金沢治 ／ 作曲 宗像敬

## 関連する小学校
- 美波町立阿部小学校（2階が小学校・3階が中学校となっている）